# Tour of Libya
Die Tour of Libya ist ein libysches Straßenradrennen.
Das Etappenrennen wurde 2007 zum ersten Mal ausgetragen und findet seitdem jährlich im März statt. Seit Aufnahme der Rundfahrt zählt sie zur UCI Africa Tour und ist in die Kategorie 2.2 eingestuft.
2011 musste das Rennen wegen des Bürgerkriegs in Libyen abgesagt werden.

## Sieger
- 2010  Ahmed Belgasem
- 2009 nicht ausgetragen
- 2008  Omar Hasanein
- 2007  Ahmed Mohammed Ali